# Colostre
Der Colostre ist ein Fluss in Frankreich, der im Département Alpes-de-Haute-Provence, in der Region Provence-Alpes-Côte d’Azur, in den französischen Seealpen verläuft. Sein Quellfluss entspringt unter dem Namen Ravin de Balène im Waldgebiet von Montdenier, in der Gemeinde Moustiers-Sainte-Marie. Der Fluss entwässert generell Richtung Südwest durch den Regionalen Naturpark Verdon und mündet nach rund 36 Kilometern unterhalb von Saint-Martin-de-Brômes, an der Gemeindegrenze zu Gréoux-les-Bains, als rechter Nebenfluss in den Verdon.

## Orte am Fluss
- Roumoules
- Riez
- Allemagne-en-Provence
- Saint-Martin-de-Brômes